# Scodionista amoritaria
Scodionista amoritaria är en fjärilsart som beskrevs av Rudolf Püngeler 1902. Scodionista amoritaria ingår i släktet Scodionista och familjen mätare. Inga underarter finns listade.